# Airspeed AS 45
Die Airspeed AS 45 Cambridge war ein Schulflugzeug zur Fortgeschrittenenschulung. Der Tiefdecker wurde aufgrund der Vorgaben der Spezifikation T.34/39 konstruiert. Die Maschine verfügte über ein einziehbares Spornradfahrwerk und war überwiegend aus Holz gebaut. Die Steuerflächen hatten eine Stoffbespannung. Fluglehrer und Flugschüler saßen hintereinander im Cockpit. Der Sternmotor trieb eine dreiblättrige Verstellluftschraube an. Am 19. Februar 1941 startete der erste Prototyp in Portsmouth zum Erstflug. Die Prototypen wurden im Juli 1942 der Royal Air Force übergeben.
Die Maschine sollte die bisherigen Schulflugzeuge vom Typ Miles Master ersetzen, konnte aber die Erwartungen in keiner Weise erfüllen. Die Maschine erwies sich als untermotorisiert und zeigte im Langsamflug problematische Eigenschaften, die einen Einsatz als Schulflugzeug ausschlossen. Es wurden lediglich zwei Prototypen (RAF-Kennzeichen: T2449 und T2453) gebaut.

## Technische Daten
| Kenngröße             | Daten                                        |
| --------------------- | -------------------------------------------- |
| Besatzung             | 2                                            |
| Länge                 | 11,00 m                                      |
| Spannweite            | 12,81 m                                      |
| Höhe                  | 3,5 m                                        |
| Flügelfläche          | 27 m²                                        |
| Flügelstreckung       | 6,1                                          |
| Antrieb               | ein Bristol Mercury VIII mit 544 kW (730 PS) |
| Höchstgeschwindigkeit | 380 km/h                                     |
| Dienstgipfelhöhe      | 7650 m                                       |
| Reichweite            | 1100 km                                      |